# Troy Vance
Troy Vance, född 2 augusti 1993, är en amerikansk före detta professionell ishockeyspelare (back).
Han har bl.a. spelat för Ässät i finska Liiga under sin karriär.